# Bảo tàng Tư nhân ở Petrykozy
Bảo tàng Tư nhân ở Petrykozy (tiếng Ba Lan: Prywatne Muzeum w Petrykozach) là một bảo tàng tư nhân tọa lạc tại số 2 Phố Jesionowa, Petrykozy, huyện Grodziski, tỉnh Mazowieckie, Ba Lan.

## Lược sử hình thành
Bảo tàng Tư nhân ở Petrykozy được thành lập ở nơi trước đây từng là một trang viên. Từ năm 1969, trang viên này thuộc sở hữu của diễn viên Wojciech Siemion và vợ là Jadwiga. Tòa nhà này được trùng tu vào các năm 1975-1979. Từ năm 2010, Bảo tàng được con trai và con dâu ông là Krzysztof Siemion và Dorota điều hành. Bảo tàng hoạt động cho đến ngày 4 tháng 3 năm 2013 thì trang viên bị hỏa hoạn thiêu rụi. May mắn là một số bộ sưu tập đã được cứu.

## Triển lãm
Bộ sưu tập của Bảo tàng Tư nhân ở Petrykozy hiện đang bao gồm các bức tranh và tác phẩm điêu khắc là quà tặng cho Wojciech Siemion từ các nghệ sĩ đương đại (Zdzisław Beksiński, Jerzy Duda-Gracz, Leon Tarasewicz, Edward Dwurnik và Jan Dobkowski) và các nghệ sĩ dân gian (Leon Kudła, Szczepan Mucha, Helena Szcrol "Herska-Ptas" Kazypawka-Ptas). Ngoài ra, Bảo tàng còn có triển lãm ngoài trời tại khu vực liền kề với trang viên có diện tích 10 ha, bao gồm: một ngôi nhà được xây dựng vào năm 1830, những chiếc cối xay gió, một lò rèn hoạt động vào đầu thế kỷ 19, và các thứ khác.

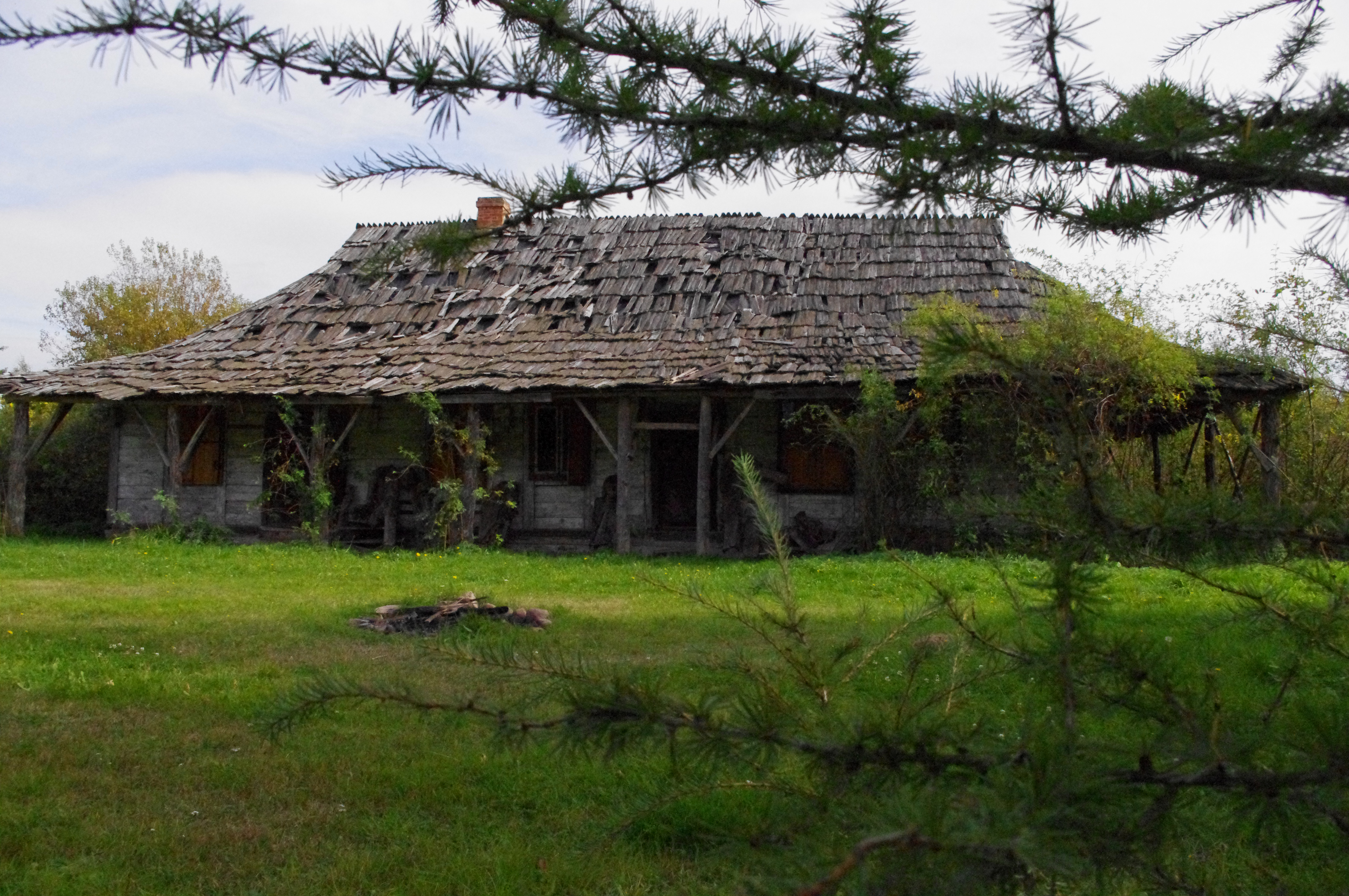
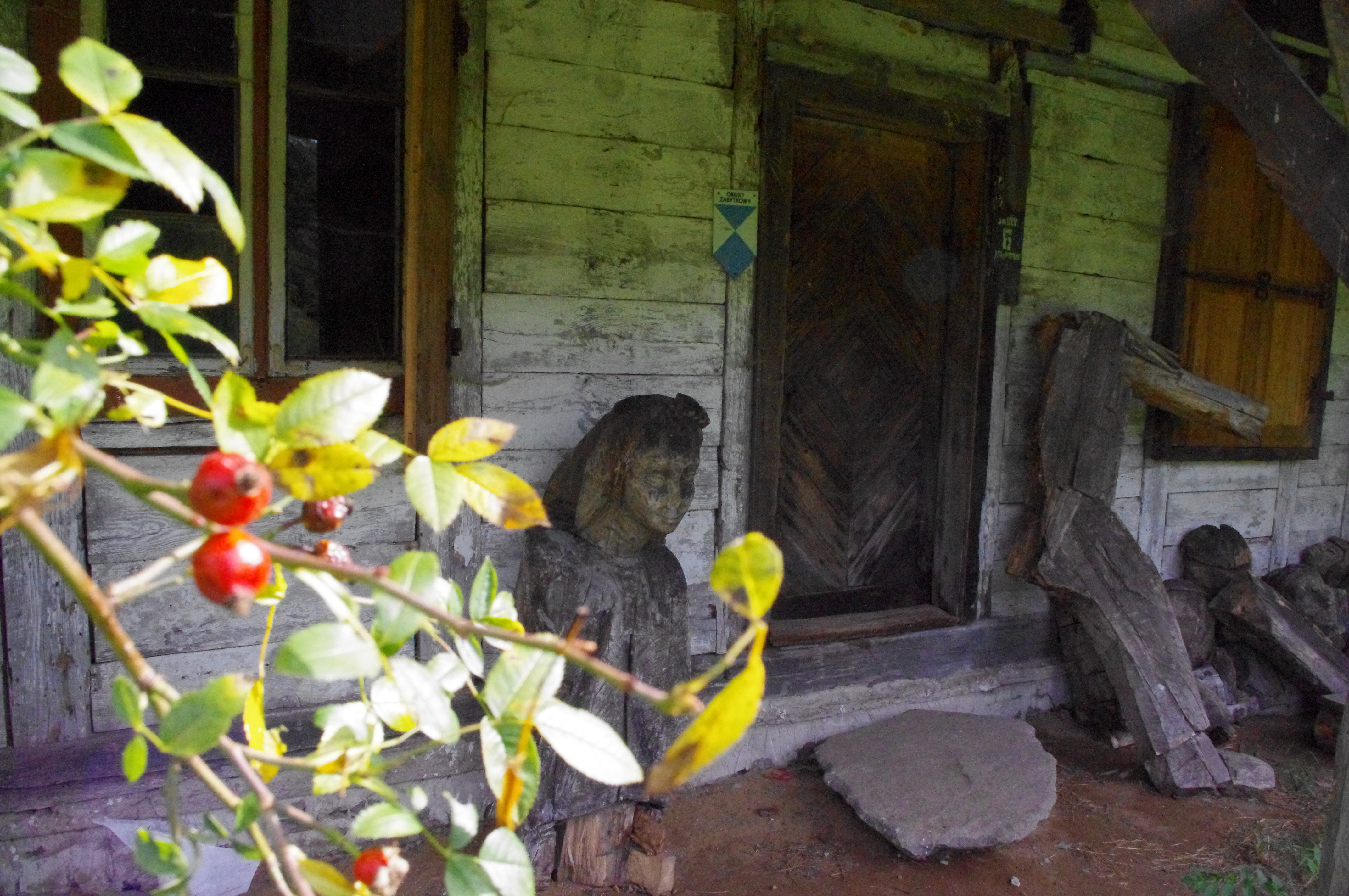
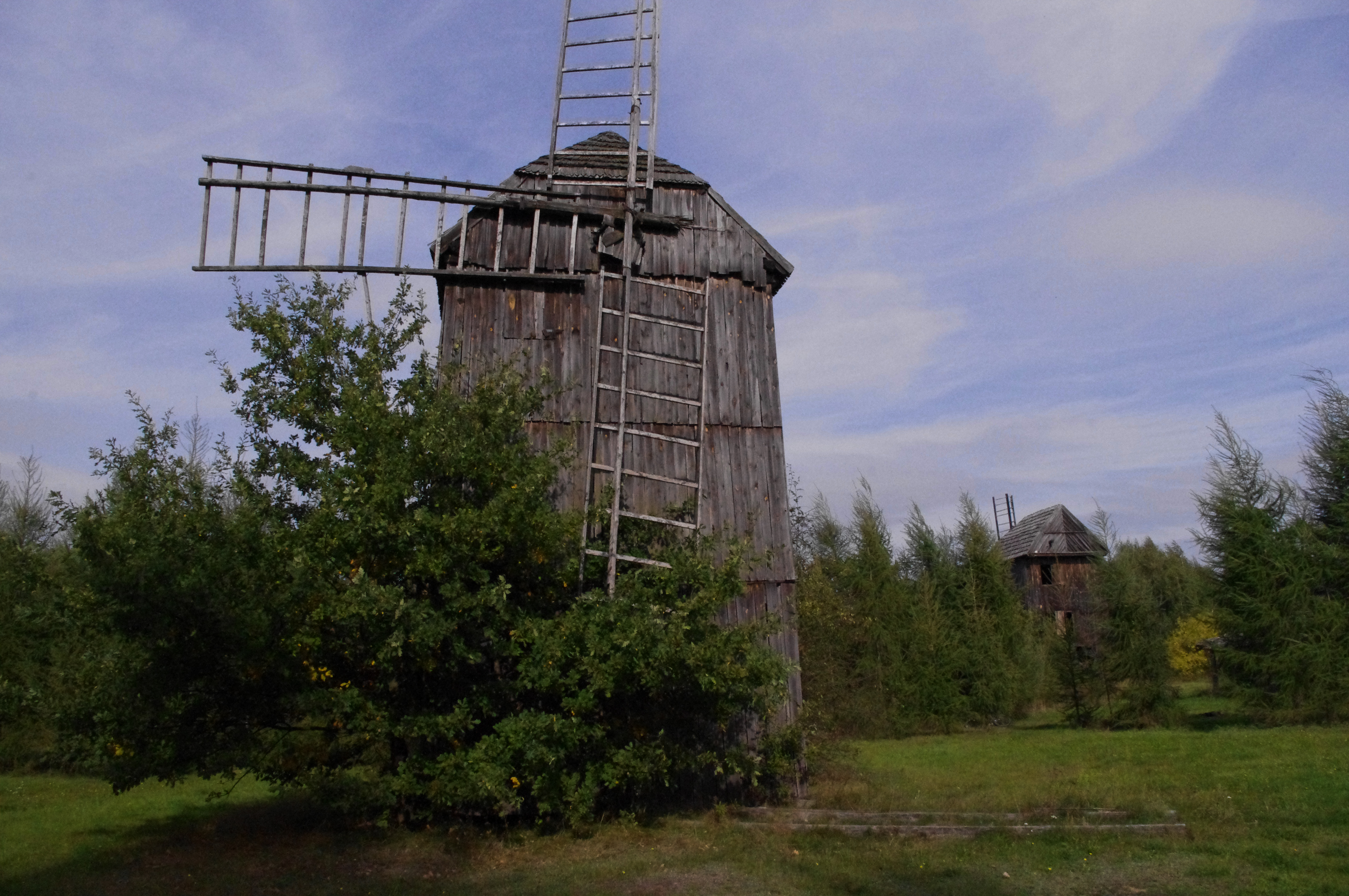
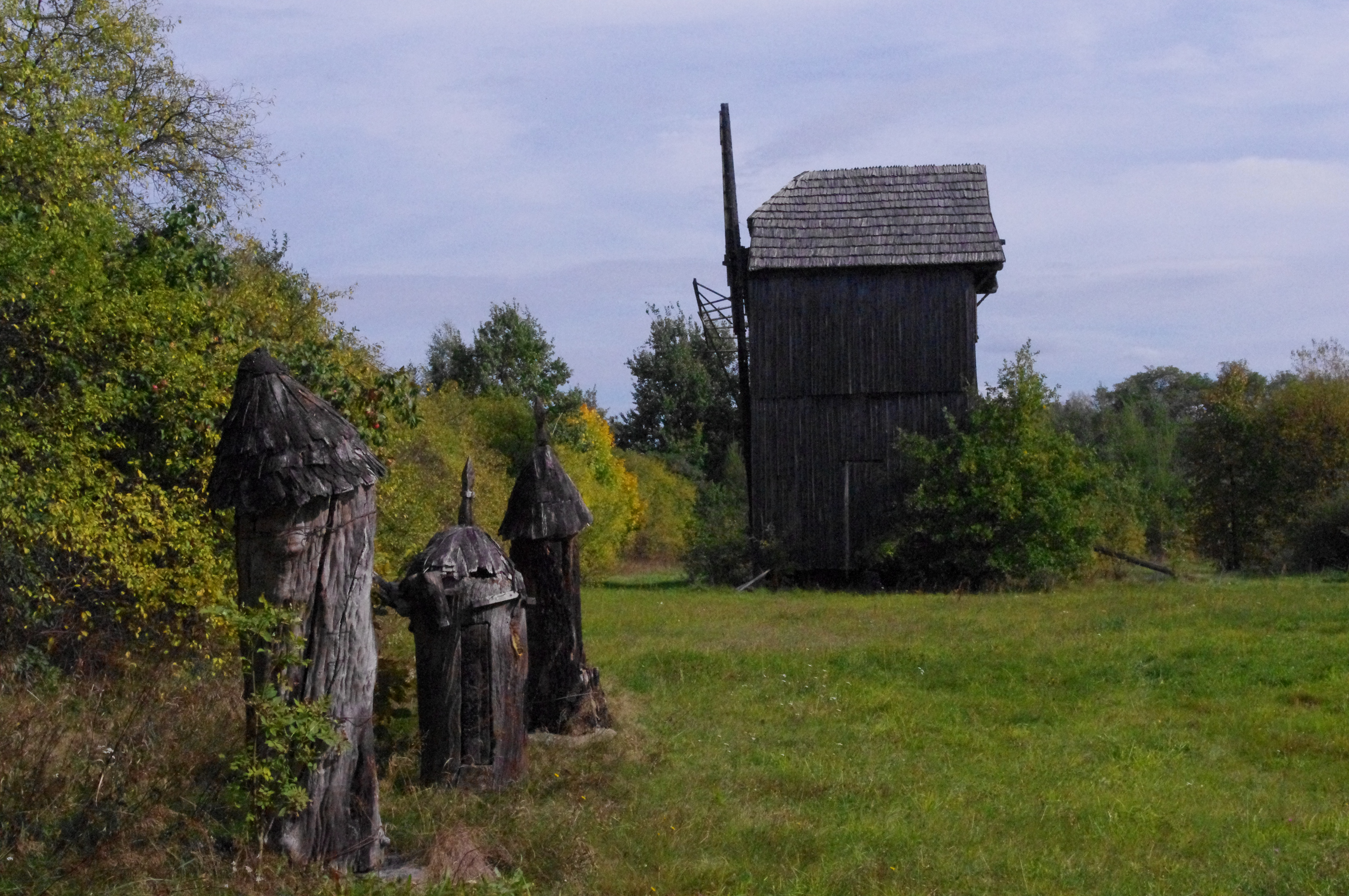
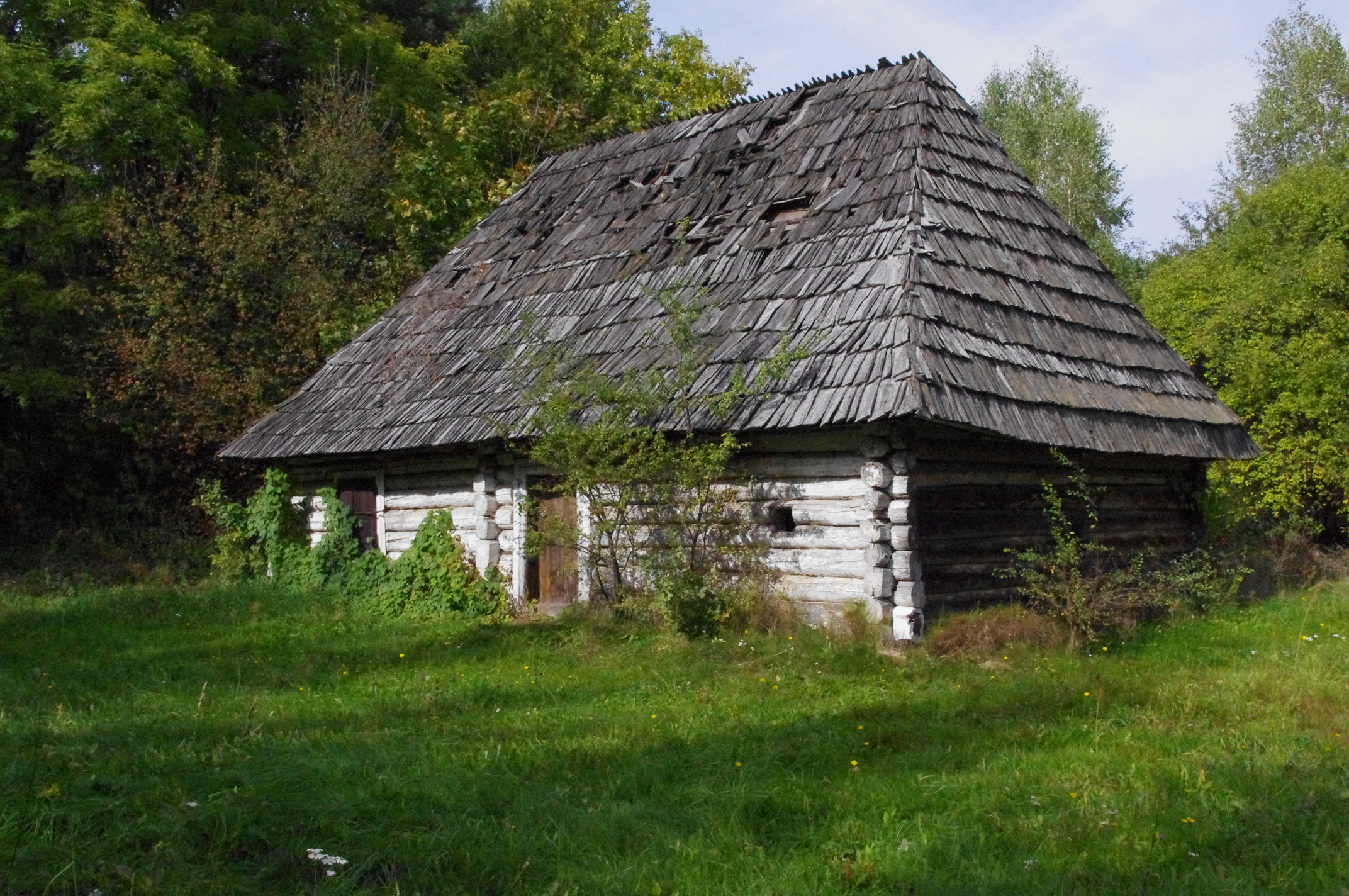

## Giờ mở cửa
Bảo tàng Tư nhân ở Petrykozy hoạt động quanh năm, mở cửa vào thứ Bảy đầu tiên của tháng, từ 12:00 đến 17:00. Tuy nhiên, du khách có thể tham quan triển lãm ngoài trời vào tất cả các ngày trong tuần.